# آرنو والوا
آرنو والوا (انگلیسی: Arnaud Valois؛ زادهٔ ۲۹ فوریهٔ ۱۹۸۴) بازیگر اهل فرانسه است.
از فیلم‌ها یا برنامه‌های تلویزیونی که وی در آن نقش داشته‌است می‌توان به چارلی می‌گوید، دختری در قطار، ۱۲۰ تپش در دقیقه و تپه‌های بهشت اشاره کرد.